# Plopi, Timiș
Plopi (nume vechi: I. G. Duca) este un cartier al Timișoarei și o fostă localitate din județul Timiș.

## Istorie
Înainte de Primul Război Mondial, majoritatea terenurilor localității au fost deținute de văduva contelui Ladislau Gyürky, născută Malva Klaritz. Aceasta a împărțit terenurile contra cost doritorilor, numele ei figurând în cartea funciara a comunei Ghiroda până în anii 2000.
La Recensământul din 1930 localitățile Ștrand-Gyürki, Cardoș, Schmidt-Szegedi, Șarta și Slavik, care vor forma viitorul cartier, făceau parte din comuna Ghiroda. Acestea s-au dezlipit, împreună cu localitățile Crișan și Bogdan, la data de 23 septembrie 1932, pentru a forma comuna Ghiroda-Nouă, în urma „Deciziunii Nr. 24.768 din 23 Septemvrie 1932“ a prefecturii județului Timiș-Torontal.
În 1936, localitățile Ștrand-Gyürki, Cardoș (în maghiară Kardos-Telep; în germană Kardos-Kolonie), Schmidt-Szegedi, Șarta și Slavik s-au desprins de Ghiroda Nouă, pentru a forma localitatea I. G. Duca, decizia fiind publicată în Monitorul Oficial:
„Prin deciziunile comisiunii interimare a județului Timiș-Torontal Nr. 23.284 din 20 Iunie 1935 și Nr. 28.229 din 14 Decemvrie 1935, se aprobă deslipirea coloniilor: Cardoș, Șarta, Schmidt, Szegedi, Slavek, Șarta, Strand-Gyurki dela com. rurală Ghiroda-Nouă ca toate împreună să formeze o comună rurală aparte cu denumirea de „I. G. Duca”, cu reședința în colonia Cardoș.

În urma acestei modificări, com. rurală Ghiroda-Nouă rămâne formată numai din coloniile Bogdan și Crișan, cu reședința în colonia Crișan.”—Monitorul Oficial, 14 februarie 1936
La Recensământul din 1941 localitatea figura cu denumirea de Plopi, fiind reședința comunei cu același nume și avea 334 de clădiri și 1201 locuitori.

### Colonia Kardos
A fost înființată în 1926, la acea vreme, locul fiind un teren arabil aparținând moștenitorilor moșiei Gyürki. Aceasta era situată la marginea Ghirodei și se întindea până în spatele ștrandului Gyürki. Terenul de 17 hectare a fost achiziționat de către József Kardos, un hangiu din Arad, împreună cu Mózes Sere, un agent imobiliar din Arad, și Ödön Frischmann, un agent imobiliar din Timișoara, contra sumei de 1200000 de lei, cu intenția de a-l parcela și a construi case, spre a fi vândute sau închiriate. Kardos a obținut un împrumut bancar de 600000 de lei la care a mai adăugat 400000 de lei în numerar, din propriile economii, dintre care 200000 de lei în locul lui Frischmann, care nu deținea capital, iar restul de 200000 de lei au fost investiți de către Sere.
Kardos a obținut autorizația de parcelare și a împărțit rapid terenul și a început lucrările organizatorice. În ciuda perspectivelor promițătoare, au apărut neînțelegeri între parteneri. Sere a depus o plângere împotriva lui Kardos, acuzându-l de fraude în contabilizare, retrăgându-se din afacere și cerând o compensație substanțială. Prin intermediul unui avocat cu experiență din Arad cei doi au ajuns la un acord amiabil. Sere a primit o compensație de 750000 de lei, și-a retras plângerea și i-a acordat lui Kardos o împuternicire scrisă pentru a putea semna orice document în numele său și pentru a putea încheia orice acord fără consimțământul său.
După un timp, Sere a depus o nouă plângere împotriva lui Kardos și a propriului său avocat, acuzându-l pe acesta din urmă că l-a forțat într-un acord nefavorabil și că a conspirat cu Kardos pentru a obține avantaje necuvenite. Acesta calculase că venitul net al Coloniei Kardos va fi de cel puțin cinci milioane de lei și a cerut încă un milion și jumătate de lei ca parte. Cazul a ajuns în fața judecătorului de instrucție, unde a fost audiat și Frischmann ca martor. În urma investigațiilor, judecătorul a stabilit că nici avocatul, nici Kardos nu au comis vreo infracțiune și a închis cazul împotriva lor.
După aceasta avocatul lui Kardos a inițiat un proces împotriva celor doi agenți imobiliari pentru acuzații false și mărturie falsă. Judecătorul de instrucție a preluat acest caz și i-a pus sub acuzare cei doi agenți imobiliari.
Kardos și-a reluat activitatea în Colonie, însă criza economică a afectat puternic veniturile celor care se mutaseră aici, aceștia nemaiputând să-și plătească chiriile și creditele. Acest lucru a dus la apariția litigiilor și procedurilor oficiale, iar în cele din urmă, Kardos a fost complet ruinat, afacerea eșuând.

## Descriere
Cartierul are un număr de 7 străzi principale care pornesc din marginea râului Bega. Printre obiective industriale din cartier din anul 2006: Stație de transformare energie electrică ENEL; stație reglare gaze naturale E-On gaz; Uzinele de apă de suprafață 2-4 Aquatim; garaj ANIF; fabrica de echipamente sportive Orizzo; stație betoane Holcim, 8 magazine, fundația "Rudolf Walther" Timișoara; 2 școli generale (Școala cu clasele I-VIII nr.4 Timișoara; Școala cu clasele I-VIII "Rudolf Walther" Timișoara), 1 grădiniță.